# Colloids and Surfaces A
Colloids and Surfaces A: Physicochemical and Engineering Aspects is een internationaal, aan collegiale toetsing onderworpen wetenschappelijk tijdschrift op het gebied van de fysische chemie.
De naam wordt in literatuurverwijzingen meestal afgekort tot Colloid. Surface. Physicochem. Eng. Aspect.
Het wordt uitgegeven door Elsevier en verschijnt maandelijks.
Het tijdschrift is ontstaan in 1993 door de opsplitsing van het in 1980 opgerichte tijdschrift Colloids and Surfaces in delen A en B.